# سماله
سماله شهری واقع در بخش عقیلی و مرکز این بخش می‌باشد که از توابع شهرستان گتوند در استان خوزستان، کشور ایران است. جمعیت شهر سماله در سرشماری ۱۳۹۵، تعداد ۱،۷۸۴ نفر بوده است که از ۴۳۸ خانوار تشکیل شده‌اند.